# Palais Braschi
Le palais Braschi est un palais néoclassique à Rome en Italie. Il est situé entre la Piazza Navona, le Campo de' Fiori et le Corso Vittorio Emanuele II, dans le Rione Parione. Il regroupe, sous la forme d'un pôle, le musée de Rome qui couvre l'histoire de la ville sur la période allant du Moyen Âge au XIXe siècle, la Galerie communale d'art moderne et le musée d'Art contemporain de Rome.

## Histoire
En 1435, Francesco Orsini (alors préfet de Rome) fit construire le palais Orsini, à l’emplacement actuel du palais Braschi. L’accès principal du bâtiment se trouvait sur la piazza Navona. En 1501, le cardinal Carafa fit édifier un second corps de bâtiment qui comprenait un fragment d’un groupe sculpté antique trouvé à proximité de l’édifice, et qui prit alors le nom de « Pasquino ». En 1516, Antonio da Sangallo le Jeune édifia une tour à l’angle entre la piazza Navona et la Via della Cuccagna. 
En 1791, à la demande du pape Pie VI, commença la démolition du palais Orsini pour faire place à un nouvel édifice, appartenant à la famille Braschi. Financé avec l’aide du pape, le bâtiment fut construit par l’architecte Cosimo Morelli (en), à la demande du neveu du pape, le duc Luigi Braschi-Onesti. En 1798, les travaux furent suspendus, à cause de l'occupation napoléonienne de la ville et de la mort de Pie VI ; ils reprirent en 1802. La construction, comprenant un grand escalier baroque intérieur, s’acheva en 1804 même si, à la mort de Luigi Braschi, en 1816, le bâtiment n’est pas encore totalement fini. En 1809, quand Rome fut déclarée ville impériale par Napoléon, le duc Luigi Braschi aménagea dans le palais et fut nommé maire de la ville.
En 1871, les héritiers vendirent le bâtiment à l’État ; il accueillit alors le Ministero dell'Interno, aujourd’hui situé dans le palazzo del Viminale.
Pendant la période fasciste, le palais servit de siège à plusieurs institutions du régime, et il accueillit même, provisoirement, la Madonna del fascio (it), que Benito Mussolini fit ensuite transporter à Predappio. À l’automne 1943, après la fuite à Brindisi de Badoglio et de la famille de Savoie, le bâtiment devint le siège du Partito Fascista Repubblicano et y fut installée la Guardia Armata di Palazzo Braschi (connue aussi comme la banda Bardi-Pollastrini). À la fin de la guerre et jusqu’en 1949, y habitèrent des sans-abri et des familles évacuées à cause de la guerre. Trois ans après, le palais devint le siège du Museo di Roma, dont la gestion passa de l’État à la Commune de Rome. 
Après une fermeture en 1987, il rouvrit partiellement en 2002 et les travaux de restauration s’achevèrent en 2010.

## Architecture
Le palais Braschi se situe dans une des plus anciennes zones de Rome et se dresse sur l'ancien stade de Domitien. 
Il s'agit d'un palais baroque-néoclassique de forme trapézoïdale, dont le plus grand côté se situe sur la piazza Navona et le plus petit, où se trouve l'entrée principale, est sur la piazza San Pantaleo, du côté du Corso Vittorio Emanuele II. À l'intérieur, se trouve une cour quadrangulaire d'où, à gauche, on accède au musée par un grand escalier baroque ; à droite, se trouve la collection de carrosses d'époque, et en face, la librairie. 
Le palais est composé de deux étages, en plus du rez-de-chaussée et d'un sous-toit. 

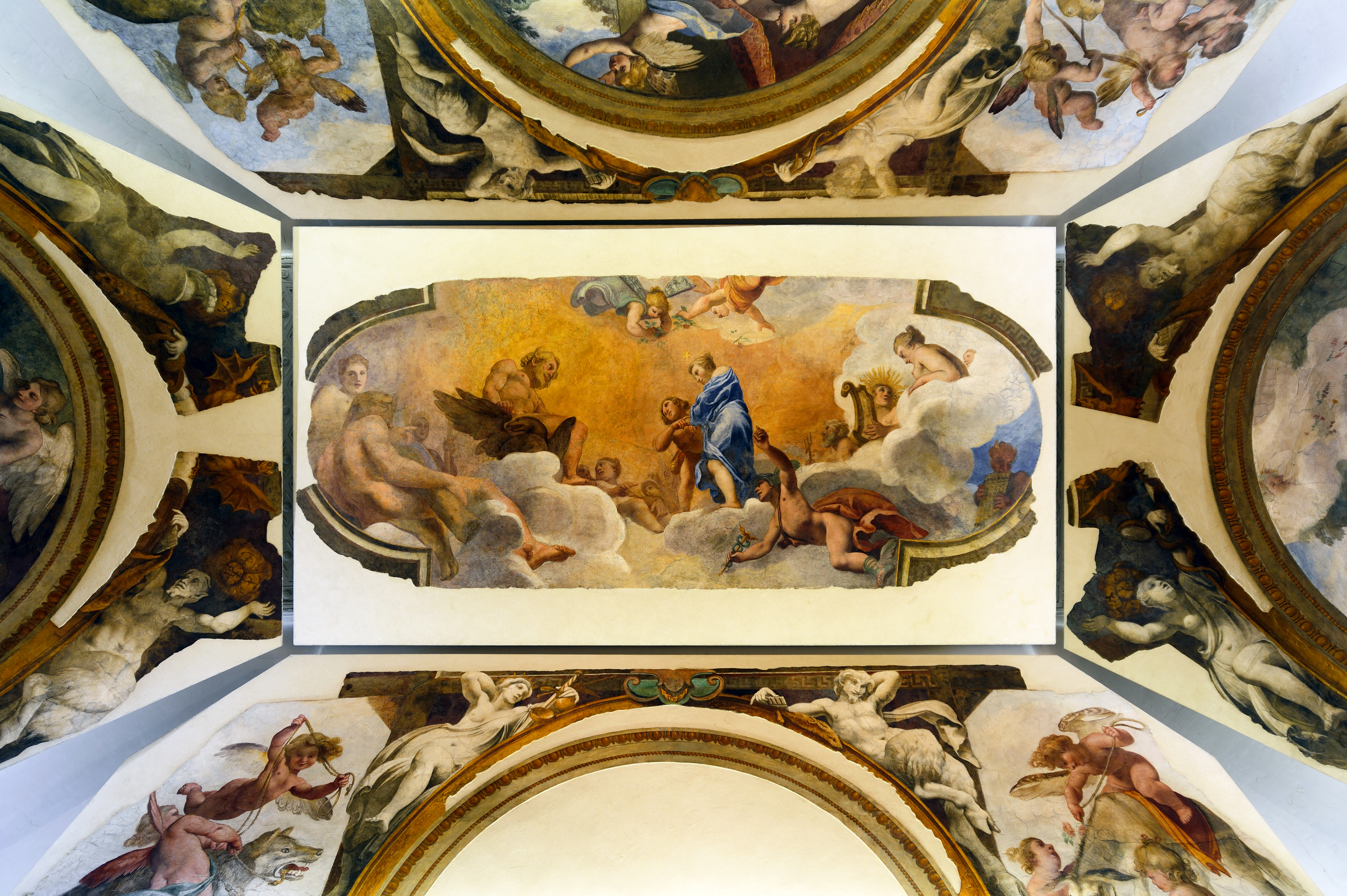
Plafond
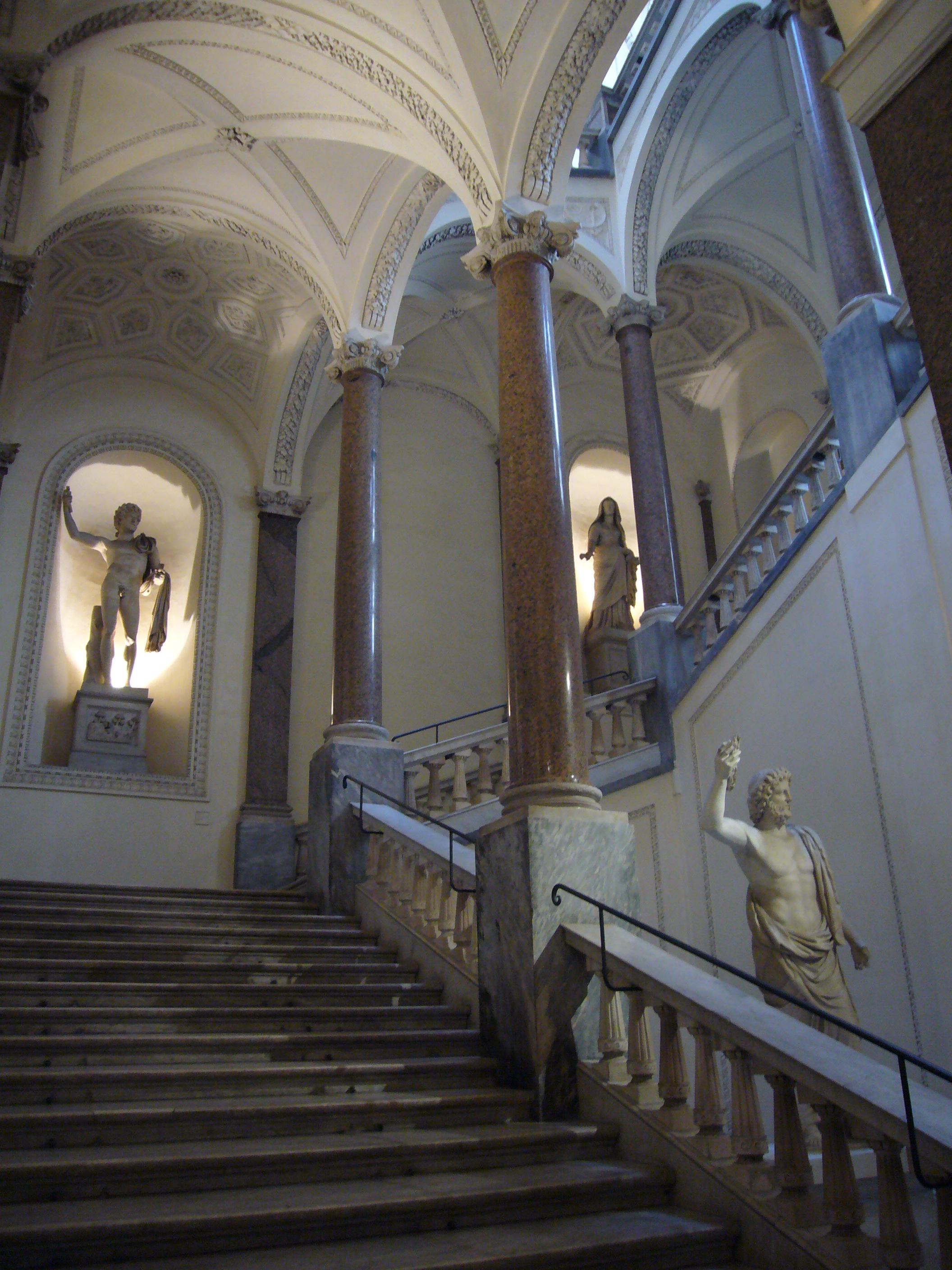
Escalier d'honneur
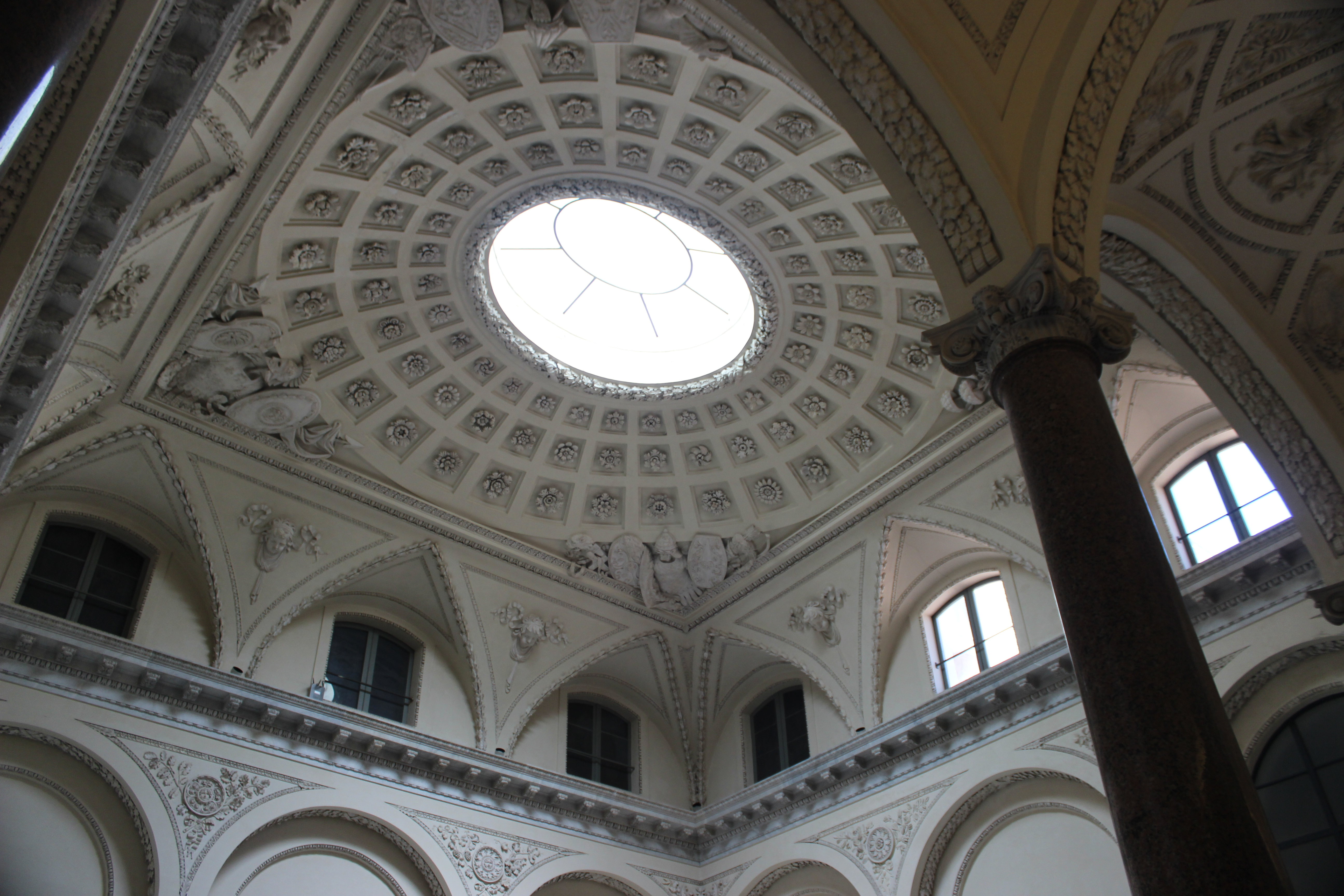
Plafond de l'escalier d'honneur
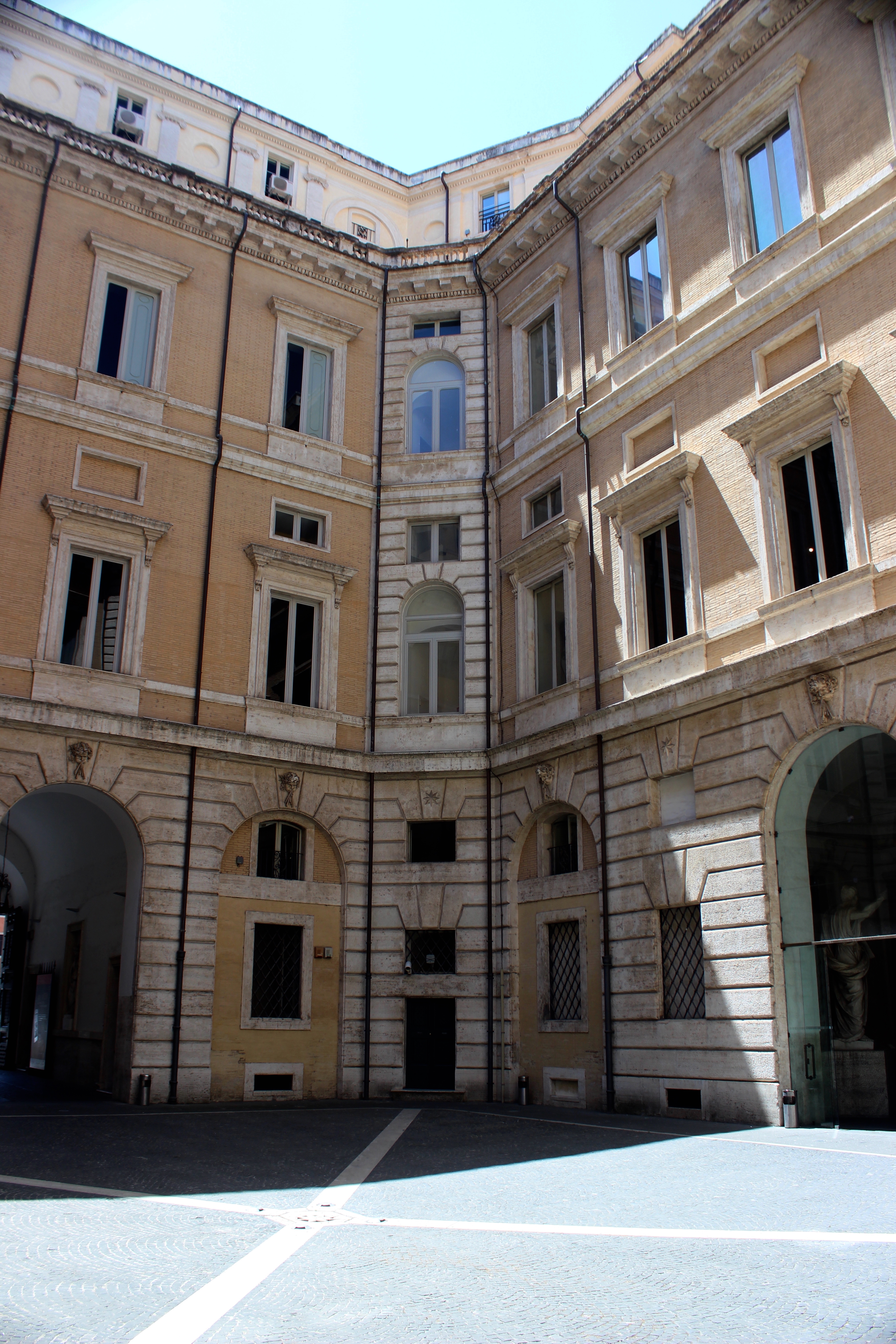
Patio

## Source
- (it) Cet article est partiellement ou en totalité issu de l’article de Wikipédia en italien intitulé « Palazzo Braschi » (voir la liste des auteurs).